# Kiscsehi
Kiscsehi è un comune dell'Ungheria di 211 abitanti (dati 2001). È situato nella contea di Zala.